# Reglas Mandela

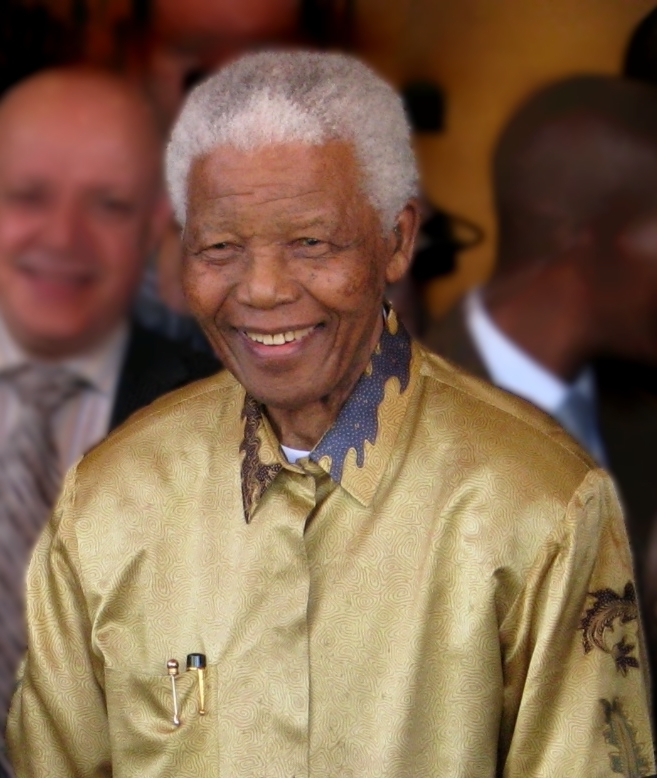
Nelson Rolihlahla Mandela, activista, abogado y político sudafricano que presidió Sudáfrica desde 1994 a 1999. Se destacó principalmente por la lucha pacífica contra el apartheid.

Las Reglas Mínimas para el Tratamiento de los Reclusos, mayormente conocidas como Reglas Mandela, son una serie de lineamientos conformados por la Asamblea General de la Organización de las Naciones Unidas para garantizar los estándares que se reconocen como idóneos para el tratamiento de las personas privadas de su libertad. Estos lineamientos están basados en el avance de la ciencia penitenciaria y las mejores prácticas internacionales.
El nombre de estas reglas representa un homenaje al expresidente de Sudáfrica, Nelson Mandela, quien vivió 27 años encarcelado como parte de su lucha por los derechos humanos, la igualdad, la democracia, la cultura de paz y el apartheid en su país.
Estas recomendaciones para el encarcelamiento digno fueron establecidas el 17 de diciembre de 2015 y están conformadas por 122 normas que revisan e incorporan nuevos conceptos a las ya establecidas en 1955.

Suele decirse que nadie conoce realmente cómo es una nación hasta haber estado en una de sus cárceles.
Una nación no debe juzgarse por como trata a sus ciudadanos con mejor posición, sino por como trata a los que tienen poco o nada.
Nelsón Mandela

## Principios fundamentales
Algunos puntos centrales en torno a estos estándares que sirven de guía de buenas prácticas a los países son:
- Aplicación de forma imparcial y sin discriminación.
- El sistema penitenciario no deberá agravar los sufrimientos que implican la privación de la libertad y el despojo del derecho a la autodeterminación de las personas detenidas.
- Todos los reclusos serán tratados con el respeto que merecen su dignidad y su valor intrínseco en cuanto seres humanos.
- Nadie será sometido a tortura ni a tratos crueles, inhumanos o degradantes.
- Se tendrán en cuenta las necesidades individuales de los reclusos, en particular las de las categorías más vulnerables en el contexto penitenciario.
- Se deberán reducir al mínimo las diferencias entre la vida en prisión y la vida en libertad.